# Negan
Negan Smith és un personatge de la sèrie de televisió AMC The Walking Dead i un personatge de còmic de The Walking Dead. A la sèrie de televisió és interpretat per Jeffrey Dean Morgan i és el malvat principal de l'última part de la sisena temporada, així com de tota la setena i vuitena temporada. L'aparició del personatge es basa en Henry Rollins, segons va confirmar Charlie Adlard.

## Biografia del personatge

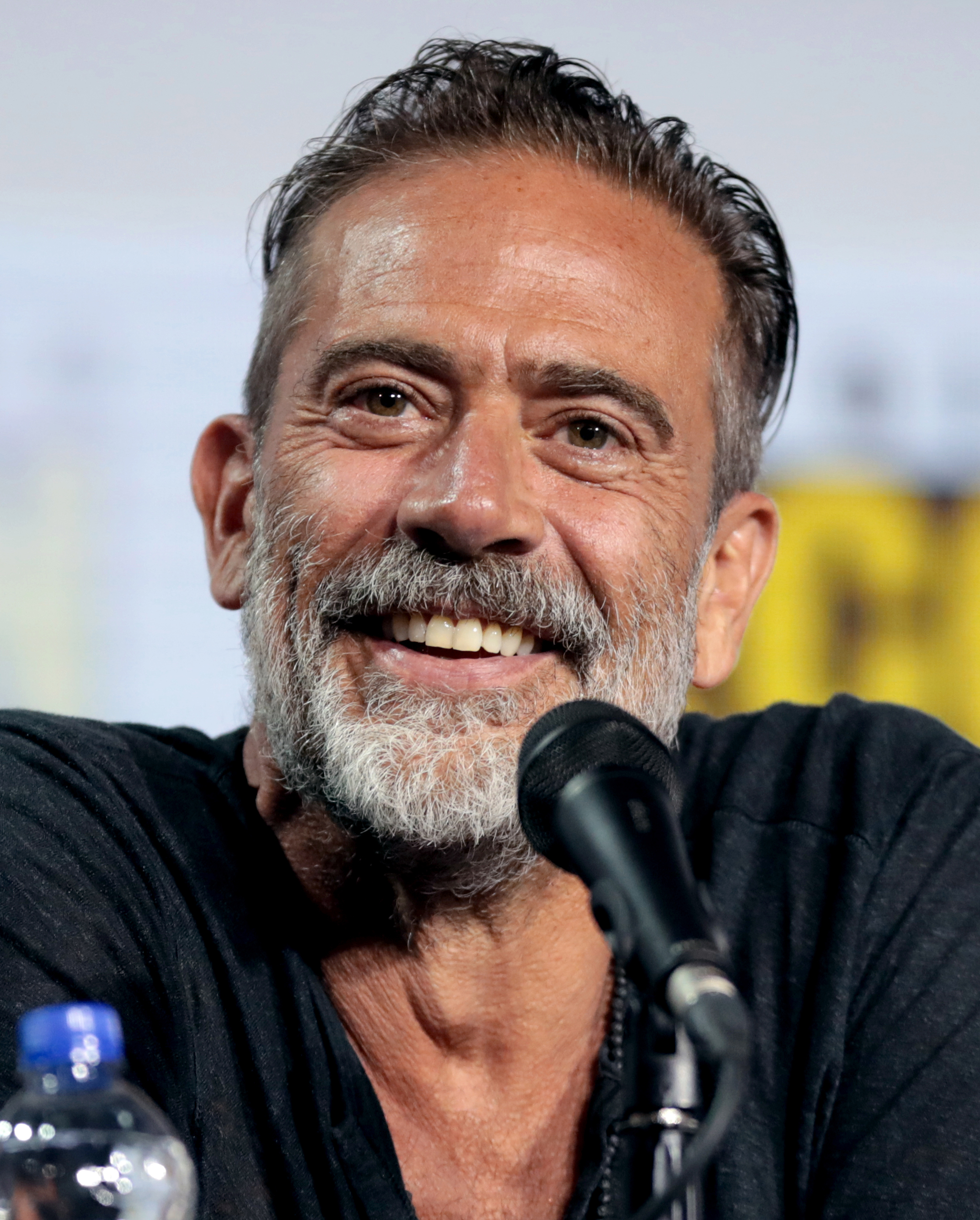
Jeffrey Dean Morgan, l'actor que interpreta Negan a la sèrie de televisió

### Passat
Negan va créixer a Virgínia. Quan era adult, Negan va treballar com a professor de gimnàs de secundària. Més tard va conèixer una dona anomenada Lucille a qui va descriure com un "àngel", on la parella es va enamorar i es va casar. Els metges van revelar un tractament de quimioteràpia per a Lucille que amb sort l'eliminaria del càncer. En el moment del diagnòstic de Lucille, el brot tot just començava. Durant l'apocalipsi zombi, Negan i Lucille viuen en una casa. La Lucille malalta es queda a casa, mentre que en Negan surt per intentar curar la Lucille. En Negan es troba amb Laura i Franklin que l'ajuden i els donen quimio i un bat de beisbol. De camí cap a casa, però, Negan és capturat per una banda que el torturen per revelar d'on va treure la quimio, Negan els ho revela tot i el deixen anar però quan Negan arriba a casa descobreix que Lucille és morta. Negan, afligit de dolor, crea el bat de beisbol "Lucille" i mata a tots els membres de la Banda salvant Laura i Franklin. Negan va formar un grup anomenat "Salvadors" i Simon n'era membre. Després, Negan i Simon maten a tots els homes d'Oceanside i deixen amb vida només les dones i els nens com a càstig per rebel·lar-se. Després d'això, Negan sabent que Simon podria ser una amenaça el nomena la seva mà dreta. Negan i el seu grup es faran més nombrosos i així es coneixerà en Dwight, Gavin i Regina. En algun moment, Neagn farà que Hiltop conegui que una comunitat comandada per Gregory els obliga a donar-los el 50% dels seus recursos a canvi de les seves vides. Més tard també coneix el Regne manat per Ezekiel, donant-los el mateix tracte.

### Sisena Temporada
Dwight, Shelly i Tina, tres antics salvadors fugits, revelen l'existència de Negan a Daryl, que creu que el caçador és un dels homes de Negan. Un grup de Salvador, dirigit per un home anomenat Wade, és enviat per portar els tres fugitius de tornada, però Daryl aconsegueix salvar-los. Posteriorment, Daryl, Abraham i Sasha entren en contacte directe amb els Salvador quan un grup d'ells, dirigit pel líder de la motocicleta Bud, vol obligar-los a lliurar les seves pertinences; No obstant això, Daryl aconsegueix matar-los amb l'ajuda d'un joc de rol. L'existència de Negan i els salvadors serà confirmada definitivament per Jesus, un resident a Hilltop, que revelarà a Rick que Negan extorca a la comunitat la meitat de les seves possessions i menjar. Així, a canvi de subministraments de menjar i queviures, Rick i el seu grup intentaran atacar per sorpresa el que creuen que és la seu de Negan, però que resulta ser només un dels seus avantatges. Després de matar a Salvatore, Carol i Maggie seran segrestades per tres d'ells que havien sobreviscut, però aconsegueixen fugir i retrobar-se amb Rick. Temps després, durant un reconeixement, Daryl, Rosita, Glenn i Denise acabaran en una emboscada dels Salvador, dirigits per Dwight, que matarà a Denise, mentre que els altres dos es salvaran amb la intervenció oportuna d'Abraham que aconsegueix posa a Dwight a la fugida. Amb ganes de venjança, Daryl el perseguirà, i Michonne i Rosita s'uniran a la recerca, però el grup acabarà en una nova trampa trampada pel mateix Dwight. Un altre grup de Salvatori, enviat a Alexandria, serà detingut per Carol i Morgan. Mentrestant, Rick, Carl, Abraham i Sasha, en un intent de portar Maggie a Hilltop, a causa d'una malaltia, per fer-la examinar pel seu metge, seran atacats per un contingent de Salvatori que confiscarà les seves armes i els obligarà a agenollar-se. davant la resta del grup capturat per Dwight. Poc després, Negan farà la seva primera aparició en directe i li explicarà a Rick que ell i la seva comunitat treballaran ara per als Salvador. A continuació, començarà a colpejar un dels presoners amb un bat de beisbol de filferro de pues que va anomenar Lucille en honor de la seva primera dona morta.

### Setena temporada
En el primer episodi es revela que Negan va matar Abraham, immediatament després de burlar-se de Rosita convidant-la a observar la seva Lucille embrutada amb les restes del seu ex-nuvi, moment en què Daryl li va donar un cop de puny a la cara. Enutjat, Negan castiga el grup matant a Glenn, ja que Daryl va anar en contra de la seva ordre de quedar-se quiet (no va matar Daryl perquè li agradava). Després de l'execució, l'home agafa Rick i el porta amb el campista que comença a torturar-lo psicològicament per fer-li entendre que ara està al capdavant. En adonar-se de la tossuderia de l'home, Negan decideix provar-lo una vegada més ordenant-li que talli el braç de Carl per evitar la mort del noi i de la resta del grup, aturant-lo només després d'estar segur que Rick ho faria. Després que Rick promet als salvadors que començarà a treballar per a ells, Negan pren a Daryl com a ostatge i se'n va amb els seus homes. Comença llavors la dictadura de Negan sobre Alexandria, amb Rick impotent davant del seu exèrcit i obligat a complir les seves funcions assignades. Carl intentarà aturar Negan tot sol, però sense èxit. Negan el pren i el porta a visitar el seu santuari i li mostra l'harem de les seves dones, després marca a Mark, l'ex nuvi d'Amber, una de les esposes de Negan, i porta el jove Grimes a casa per esperar a Rick. Una vegada més, es mostra com un home de paraula quan mata Spencer per demanar-li que elimini Rick i quan ordena a Arat matar una persona a causa de Rosita que va intentar la vida de l'home i va "ferir" a Lucille. De fet, Negan havia anat a Alexandria només per respectar els pactes amb Alexandria i només la intervenció de Spencer i Rosita el va portar a matar el primer i causar la mort d'Olivia a causa del segon. En el final de la temporada 7 intenta matar Carl sota els ulls de Rick, però es distreu amb l'arribada de Shiva amb Ezekiel i Maggie seguint. Així va començar la guerra.

### Vuitena temporada
En el primer episodi, Rick li diu a Negan i als seus homes que si es donen per vençuts ràpidament, les seves vides se salvaran, però Negan sap perfectament que el matarien. Negan li diu a Rick que no té prou homes per tractar-lo. Durant el setge alexandrí del lloc avançat, Negan es posa a la protecció darrere d'alguns vehicles i el sheriff li obre foc, però Gabriel l'atura, que li diu que el deixi allà. En el final de l'episodi, Gabriel troba refugi en un campista on troba el mateix Negan que amb un somriure maniàtic li diu que es disposi a embrutar els pantalons. En l'episodi "Els pecats de Negan", Negan, després de descobrir que Gabriel ha enviat a morir tota la congregació de la seva església, decideix parlar de la seva primera dona, Lucille, a qui l'home enganyava constantment mentre ella patia en silenci. una llarga malaltia. La dona hauria mort durant l'inici de l'epidèmia, però mai no va tenir el valor d'acabar-la. Més tard es va unir als que ara són els salvadors, ocupant el lloc del primer líder que, segons ell, no podia mantenir els altres controlats. Gabriel absol absol Negan i junts desmembren un zombi perquè es puguin tapar amb tripes i sortir camuflats entre l'horda. Al final de la meitat de la temporada (episodi vuit), Negan apareix a les portes d'Alexandria i amenaça amb bombardejar-la si Rick i qui el va atacar no es sacrifiquessin per compensar-ho. Carl ordena a tothom escapar i es dirigeix a les portes per parlar amb Negan. El fill de Rick decideix oferir-se com a sacrifici per acabar la guerra, Negan queda molt impressionat i comença a xerrar amb ell, ignorant que Daryl i els altres estan a punt d'actuar. Posteriorment, Rick torna a Alexandria i va entrar a casa seva a la recerca dels seus fills i és atacat per Negan; els dos comencen a lluitar i el xèrif té el pitjor, però encara aconsegueix escapar. Negan, després de crear estralls a Alexandria, torna al Santuari per decidir el següent moviment i s'assabentarà de la mort de Carl sentint-se profundament lamentat, de manera que acusarà Rick d'haver estat un mal pare. Després de posar a Eugene al capdavant de la fàbrica de bales, envia uns homes a la recerca dels alexandrins fugits i del doctor Carson i del pare Gabriel. Gabriel és retornat al santuari i posat al servei d'Eugene. Llavors ordenarà a Simon que resolgui el problema amb els acumuladors d'abocadors dient-li que matés només una persona, però eliminarà tots els residents, excepte Jadis. A partir de les paraules d'Eugene, Negan idea un pla per forçar la rendició de la milícia, que consisteix a submergir les armes a la sang infectada dels caminants i, per tant, infectar totes les persones que s'enfrontarien a elles. En el camí cap a Hilltop, Rick l'intercepta que el separa de la resta d'homes també perquè Simon complotant darrere d'ell impedeix seguir-los. Rick i Negan lluiten en un edifici ruïnós i el líder dels rescatadors s'assabenta de la traïció de Simon, Negan aconsegueix escapar de Rick, però és capturat per Jadis que l'amenaça amb matar-lo. Negan aconsegueix convèncer Jadis per alliberar-lo amb la promesa de cuidar Simon, en el camí cap al santuari, troba a Laura i tots dos secretament tornen al Santuari per sorprendre a Simon i Dwight, que ara Negan coneix el doble joc. Negan matarà a tots els homes de Simon i s'enfrontarà a Simon per ocupar la posició de líder i Negan guanyarà el partit escanyant el subdirector. Simon es transforma i Negan el fa encadenar a les tanques. En la visió del futur de Carl, Negan s'ha tornat bo i col·labora amb Alexandria. Durant el partit final, Negan sembla tenir l'avantatge. Tot i que es prepara per matar el pare Gabriel, l'arma esclata a la mà i passa el mateix amb tots els salvadors. Resulta que Eugene havia manipulat totes les bales que havia construït. Aquest moviment dona temps al grup de Rick per prendre la iniciativa. Donada la situació, els salvadors es rendeixen, mentre Negan escapa i, ferit a la mà, comença una baralla a mort amb Rick. Mentre lluiten perquè tothom vegi a Negan, es veu commogut per les paraules de Rick que el seu fill no volia que continués aquesta guerra. Precisament aquesta discussió ens dona una visió del veritable i humil vessant humà de Negan que, després d'escoltar aquestes paraules, amb ulls brillants, baixa Lucille i sembla que finalment decideix parlar. Però resulta que les paraules de Rick no tenien veritat i Negan, d'una manera mesquina, és finalment derrotat per Rick que el fa mal amb un fragment de vidre, amb un tall profund a la gola. Sembla que el final ha arribat pel líder dels Salvador, però Rick decideix estalviar-li la vida, respectar l'últim desig del seu fill, que abans de tots els altres somiava amb un nou món amb totes les comunitats que van viure i van cooperar pacíficament amb l'altre. Després d'aquesta inesperada elecció del líder d'Alexandria, Negan queda tancat a la cel·la que Morgan havia construït anteriorment. Rick li diu que passarà tota la seva vida darrere d'aquests barrots i que veurà com es produirà una nova civilització basada en el perdó i la justícia. Tanmateix, l'elecció d'estalviar Negan no és compartida per tothom, especialment per Maggie (vídua de Glenn precisament per culpa d'ell), Jesus i Daryl, creant les condicions per a un probable xoc entre les comunitats d'Alexandria i Hilltop.

### Novena temporada
Han passat un any i mig de la derrota dels Salvadors, Negan es troba encara a la presó d'Alexandria on, cada dia, rep les visites de Gabriel per fer-li esmenar els seus pecats però, cada cop, en va. Tanmateix, el fet que encara sigui viu ha provocat odi entre les comunitats, principalment perquè tothom el vol veure mort (sobretot Maggie) i la convivència amb els Salvadors no és gens fàcil ja que sovint causen problemes. Després de la mort d'Arat, els Saviors abandonen el camp seguits per Ned que, en nom de Negan, vol recrear el grup. En el salt temporal de 6 anys des de la desaparició de Rick, Negan encara està empresonat; ha envellit, cansat, paranoic i ja no sembla l'home cruel i despietat que va ser, tant que s'ha fet amic de la Judith (la filla d'en Rick i la germana del Carl); però molts anhelen la seva marxa. Maggie decideix matar-lo ella mateixa, anant a Alexandria en contra de la decisió de Michonne, però canvia d'opinió quan el veu plorant i demanant perdó a "Lucille" (la real) per donar el seu nom a un ratpenat. Maggie renuncia a la seva venjança, havent-se adonat que aquest ja no és l'home que va matar el seu marit i que no val la pena. A causa de l'error d'un dels seus supervisors, en Negan troba la porta de la seva cel·la oberta i aprofita per escapar, però és detingut per una Judith armada; En Negan li diu que va a fer un passeig i que tornarà aviat, amb la qual està d'acord. Finalment fora, en Negan decideix primer tornar al santuari i el troba ara abandonat, polsós i ple dels seus exsubordinats zombificats. Aleshores en Negan xoca amb el seu passat i entén que ara l'únic que cal fer és avançar. Agafa una motocicleta que encara funciona i intenta anar a llocs llunyans, però la Judith apareix i l'atura disparant la moto, tirant-lo a terra i dient-li que torni a Alexandria ja que ella no confiava del tot en ell i Negan accepta sense discutir. En Negan comença a enganxar-se a la Judith com si fos un segon pare. Després que els Whisperers maten alguns membres de la comunitat (incloent-hi l'Enid, la Tara i l'Henry) es decreta que els 4 ja no estan segurs i decideixen unir-se tots junts i abandonar el lloc per preparar el següent atac, també per l'arribada de l'hivern. En Negan és alliberat, però durant una tempesta s'afanya a rescatar la Judith després d'estar buscant el gos de Daryl, la qual cosa fa que Michonne no el vegi com l'amenaça que va ser, però el deixi emmanillat de totes maneres. Després de la tempesta, Negan és conduït al Hilltop, sent ara la base de totes les comunitats.

### Desena temporada
Després de la tempesta, en Negan té una mica de marge i treballa a Alexandria com a jardiner vigilat i home de manteniment, fins que Gabriel l'emparella amb Aaron per protegir Alexandria dels atacs repetits dels caminants. Després d'haver estat atacat mentre patrullava, l'Aaron queda cec temporalment i es va camí cap a una cabana, on troba en Negan, que l'ajuda. Els dos tornen llavors a Alexandria. Mentre defensa la Lydia d'un atac d'un grup de lladres anomenats Highwaymen, Negan mata a una d'elles, Margo, en defensa pròpia i s'enfronta a l'execució. l'endemà en Negan troba la seva cel·la oberta i s'escapa. fora d'Alexandria coneix en Brandon, fill d'un antic Salvatore que és el seu fan i qui el va alliberar. Després que en Negan intenti portar una dona i el seu fill a un lloc segur al Hilltop, Brandon els mata a tots dos per impressionar-lo. Enfurismat, en Negan li xoca el cap amb una pedra. Aparentment tornant a les seves antigues maneres i armat amb una nova Lucille creada per Brandon, Negan s'uneix als Whisperers, un grup decidit a destruir altres comunitats, i es converteix en la mà dreta i amant del seu líder, Alpha. En Negan ajuda en l'atac a Hilltop, fent que els Whisperers bloquegen els carrers perquè els residents de Hilltop no puguin escapar fàcilment, tot i que Negan intenta convèncer Alpha perquè li perdi la vida i els ofereixi l'oportunitat d'unir-se a ella. Després de l'atac, en Negan coneix l'Aaron, que el vol matar per haver-los traït. En Negan captura la Lydia i porta l'Alpha al que creu que és la seva ubicació, però es revela que Negan va amagar la noia en un altre lloc per atraure l'Alfa a una trampa; llavors li talla la gola matant-la. Negan és acceptat més tard per Daryl com un aliat provisional de les comunitats després d'assabentar-se del seu assassinat d'Alpha per ordre de Carol. Quan arriba la batalla final, en Negan al principi es nega a participar-hi malgrat la seva experiència més gran caminant entre els morts, sabent que la Beta i els altres Whisperers li dispararan i arribaran a dir a la Lidia que implicar-se no té sentit i acabarà malament. No obstant això, la Lydia sembla que canvia d'opinió i en Negan distreu a Beta perquè la persegueixi, donant a Daryl la distracció que necessita per enfilar a Beta, que després és devorada per l'horda de caminants. Després de la batalla, en Negan li diu a la Lydia que té la intenció de quedar-se almenys de moment. No obstant això, està consternat en veure que la Maggie ha tornat i comença a tractar d'allunyar-se, sabent que el vol mort. La Carol treu en Negan d'Alexandria perquè si rima i la Maggie el matarà. En Negan mira enrere el seu passat i després crema el seu bat de beisbol Lucille amb el qual va matar Abraham i Glenn. En Negan torna a Alexandria amb ganes de quedar-se, Carol li adverteix que Maggie el matarà. En Negan mira a la Maggie amb un somriure.

## Caracterització i habilitats
Negan es presenta com un individu sàdic, violent i sociopàtic i, per tant, es pot considerar una forma més pura de degeneració mental i moral que El Governador.
Malgrat això, és un home molt intel·ligent, capaç d'aprofitar al màxim qualsevol persona que li pugui ser d'alguna manera útil, té un sentit de l'humor retorçat i és un bon negociador; també es pot suposar que també és un hàbil estrateg, que ha aconseguit capturar el grup de Rick fent-lo caure en diverses emboscades. L'únic amb qui forma un vincle ambigu de respecte mutu és Carl.
Precisament per la seva fama, és temut i respectat tant pels seus homes com per les altres comunitats de Washington, de les quals extorsiona la majoria de les seves possessions com a forma de protecció.
Com a arma, utilitza un bat de beisbol embolicat amb filferro de pues que va anomenar Lucille i l'únic delicte que el repugna és la violació: en aquest sentit, és interessant observar com això contrasta amb el seu hàbit de tenir un harem format per dones i amigues d'alguns dels homes que va executar.
En una entrevista, l'actor Norman Reedus, que interpreta Daryl Dixon, va comparar Negan amb el Joker, elogiant l'actuació de Jeffrey Dean Morgan.